# Dachsberge
Dachsberge – wzgórze w południowej części Frankfurtu nad Odrą, w dzielnicy Markendorf, nieopodal jeziora Helenesee (po jego północnej stronie).
Wysokość wzgórza wynosi 87,0 m.